# 多度志駅

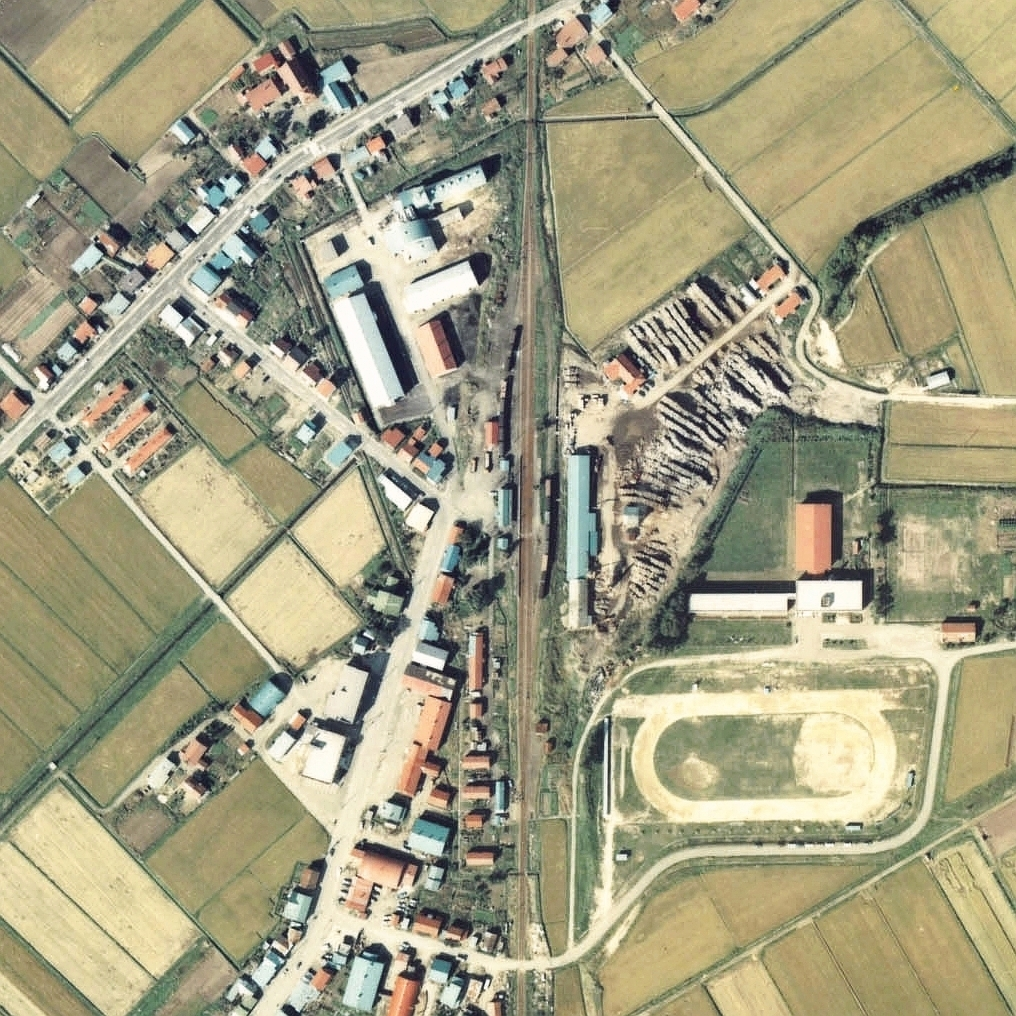
1977年の多度志駅と周囲約500m範囲。上が朱鞠内方面。駅裏のストックヤードには、沢山の木材が積まれており、副本線と駅横の引込み線にDE10/15らしき機関車に率いられた貨物が停車している。

多度志駅（たどしえき）は、北海道（空知支庁）深川市多度志にかつて設置されていた、北海道旅客鉄道（JR北海道）深名線の駅（廃駅）である。事務管理コードは▲121402。

## 歴史
- 1924年（大正13年）10月25日 - 鉄道省雨龍線深川駅 - 当駅間の開通に伴い、開業[3]。一般駅[4]。
- 1926年（大正15年）11月10日 - 当駅 - 鷹泊駅間の延伸開通に伴い、中間駅となる。
- 1931年（昭和6年）10月10日 - 路線名を幌加内線に改称、それに伴い同線の駅となる。
- 1941年（昭和16年）10月10日 - 路線名を深名線に改称、それに伴い同線の駅となる。
- 1949年（昭和24年）6月1日 - 公共企業体である日本国有鉄道に移管。
- 1982年（昭和57年）11月1日 - 貨物の取り扱いを廃止[1]。
- 1984年（昭和59年）
  - 2月1日 - 荷物の取り扱いを廃止[1]。
  - 11月10日 - 無人駅化[5]。
- 1987年（昭和62年）4月1日 - 国鉄分割民営化により、JR北海道に継承[1]。
- 1995年（平成7年）9月4日 - 深名線の全線廃止に伴い、廃駅となる[1]。

## 駅構造
廃止時点で、1面1線の単式ホームを有する地上駅であった。ホームは、線路の西側（名寄方面に向かって左手側）に存在した。そのほか本線の名寄方から分岐し、駅舎北側のホーム切欠き部分の旧貨物ホームへの側線を1線有していた。かつては単式ホーム・島式ホーム（片面使用）を複合した計2面2線のホームと線路を有する、列車交換可能な交換駅であった。互いのホームは、駅舎側ホーム南側と対向ホーム南側を結んだ構内踏切で連絡した。駅舎側（西側）が下り線、対向側（東側）が上り線となっていた。また、島式ホームの外側1線が側線として残っていた。交換設備運用廃止後は線路は側線を含め1993年（平成5年）までには撤去されたが、ホーム前後の線路は分岐器の名残で湾曲していた。
無人駅となっていたが、有人駅時代の駅舎が残っていた。駅舎は構内の西側に位置し、ホーム中央部分に接していた。無人化される以前から駅舎内の待合室の一部を仕切って除雪機が格納されていた。有人駅時代には駅員達により、駅舎内に漫画本が置かれたり、磨かれた置石が飾られていた。

## 駅名の由来
駅設置当時の所在地名・村名（雨竜郡多度志村多度志）より。アイヌ語の「タッウシナイ（tat-us-nay）」（カバの木・群生する・川）に由来するとされる。

## 利用状況
乗車人員の推移は以下のとおり。なお、1967年度（昭和42年度）については当駅単体の値が判明していないため参考値を記す。
| 年度               | 乗車人員  | 乗車人員 | 出典  | 備考                                              |
| 年度               | 年間      | 1日平均  | 出典  | 備考                                              |
| ------------------ | --------- | -------- | ----- | ------------------------------------------------- |
| 1967年（昭和42年） | (367,906) | (1,005)  | [ 9 ] | 同年の上多度志 - 鷹泊間各駅（仮乗降場除）の合算値 |
| 1968年（昭和43年） | 184,325   | 505      | [ 9 ] |                                                   |
| 1969年（昭和44年） | 131,700   | 361      | [ 9 ] |                                                   |
| 1970年（昭和45年） | 96,934    | 266      | [ 9 ] |                                                   |
| 1971年（昭和46年） | 74,681    | 205      | [ 9 ] |                                                   |
| 1972年（昭和47年） | 97,664    | 267      | [ 9 ] |                                                   |
| 1973年（昭和48年） | 72,784    | 200      | [ 9 ] |                                                   |
| 1974年（昭和49年） | 71,669    | 196      | [ 9 ] |                                                   |
| 1975年（昭和50年） | 67,760    | 185      | [ 9 ] |                                                   |
| 1981年（昭和56年） |           | 129      | [ 7 ] |                                                   |
| 1992年（平成4年）  |           | 104      | [ 6 ] |                                                   |

## 駅周辺
多度志の集落からは少し離れた場所に位置した。
- 国道275号（空知国道）
- 北海道道429号多度志停車場線
- 北海道道98号旭川多度志線
- 北海道道281号深川多度志線
- 深川市役所多度志支所
- 多度志郵便局
- 多度志中学校(廃校)
- 多度志小学校
- 雨竜川[10]
- 多度志川[10]
- ジェイ・アール北海道バス深名線「弥栄（いやさか）」停留所
  - 徒歩2分ほど離れた一乗寺の前の国道275号沿いに設置されている。「多度志」停留所は徒歩約4分の多度志小学校の前となる。
- 空知中央バス、沼田町営バス「多度志」停留所
  - 駅跡地付近に設置されている。

## 駅跡
廃駅後しばらく駅舎やホームが残っていたが、1998年（平成10年）秋にすべて解体され、駅跡地は整地された。2000年（平成12年）時点では工場用地として利用される予定であった模様で、整地されて空き地となっていた。2010年（平成22年）時点でも引き続き空き地で、駅跡近くにあった大木が残り、土盛りがされていた。2011年（平成23年）時点でも同様で、枕木が数本積まれて残存していた。

## 隣の駅
北海道旅客鉄道
深名線
上多度志駅 - 多度志駅 - 宇摩駅